# Сулайманова, Кульсара
Кульсара Сулайманова (кирг. Күлсара Сулайманова; 1 января 1930, Калининский район — 12 июня 2025, Панфиловский район, Чуйская область) — советский работник народного хозяйства, Герой Социалистического Труда (1965).

## Биография
Родилась 1 января 1930 года в селе Каптал-Арык, ныне Панфиловского района Чуйской области Кыргызстана.
В 26 лет стала звеньевой. Благодаря самоотверженному труду, звено под её руководством выполняло задания пятилетки за 3,5 года.
В 1965 году ей присвоено звание Героя Социалистического Труда.
Была депутатом Верховного Совета СССР 7 и 8 созывов, депутатом Верховного Совета Киргизской ССР 9 созыва. Являлась делегатом от Киргизской ССР на XXIV и XXV съездах КПСС.
Кульсара Сулайманова воспитала 12 детей, за что была награждена золотой звездой «Мать-героиня».
До последнего времени находилась на пенсии, проживала в Чуйской области.
Умерла 12 июня 2025 года на 96-м году жизни. В соответствии с мусульманской традицией похороны прошли на следующий день, 13 июня 2025 года, в селе Жайылма Панфиловского района Чуйской области, где она проживала.

## Награды и звания
- Герой Социалистического Труда (1965).
- Награждена орденами Ленина (1965), Октябрьской Революции и Трудового Красного Знамени (1976).
- В 2000 году Указом Президента Кыргызской Республики награждена медалью «Данк».

## Память
- В феврале 2010 года прошло торжественное мероприятие, посвящённое присвоению Каиндинской школе-гимназии имени Героя Социалистического Труда Кульсары Сулаймановой, открытию музея и бронзового бюста[6][7].
- Её имя вписано в республиканскую книгу «Летопись трудовой славы».